# Der Untergang des Hauses Usher (1928)
Der Untergang des Hauses Usher (im Original französisch La chute de la maison Usher) ist ein französischer Horrorfilm von Jean Epstein aus dem Jahr 1927. Er basiert auf der gleichnamigen Kurzgeschichte des amerikanischen Autors Edgar Allan Poe. Das Drehbuch nach dieser Vorlage verfassten Epstein und sein Regieassistent Luis Buñuel. Die Hauptrolle der Madeleine Usher spielte Marguerite Gance.

## Handlung
In einem Briefe bittet Roderick Usher, Herr auf dem Landsitz Usher, seinen alten Freund Allan um seinen Besuch, da seine Frau Madeleine erkrankt sei. Allan macht sich durch eine öde Sumpflandschaft auf den Weg. Als er in einem Gasthaus nach einer Fahrgelegenheit fragt, werden die Gäste bei der Nennung des Namens Usher unruhig; niemand will ihn fahren. Der Kutscher, der sich nach vielem Bitten doch bereiterklärt, ihn mitzunehmen, weigert sich weiterzufahren, als das Anwesen in Sicht kommt.
Allan wird von Usher und dem Arzt empfangen. Madeleine leidet an einer geheimnisvollen Krankheit, der Arzt weiß keinen Rat. Einer alten Tradition folgend, malt Roderick hingebungsvoll an einem Porträt seiner Frau. Doch je weiter er damit vorankommt, desto schlechter scheint es seiner Frau zu gehen, als ob ihre Lebenskraft, in dem Maße, in dem sie in das Bild fließt, aus ihr entweichen würde.
Madeleine wird immer schwächer und bricht schließlich zusammen. Der Arzt stellt den Totenschein aus. Schon steht ein Sarg bereit, der entgegen dem Wunsche Rodericks zugenagelt wird. Auf einem langen Weg durch triste Landschaften wird er zur Familiengruft auf einer Insel gebracht.
Nach dem Begräbnis wächst Rodericks Nervenanspannung zusehends. Er wird übersensibel, nimmt geheimnisvolle Geräusche wahr. Diese kommen aus der Gruft, wo der Sarg von seinem Sockel stürzt und Madeleine sich daraus befreit: man hatte sie lebendig begraben. Roderick fällt in einen Trancezustand, er spürt Madeleines Kommen. Als sie im blutigen Kleide in der Halle erscheint, greifen die Flammen im Kamin auf das Haus über. Auch Madelines Porträt fängt Feuer. Allan kann sich gerade noch ins Freie retten, da stürzt das Haus zusammen.

## Hintergrund
Die Photographie lag in den Händen von Georges Lucas und Jean Lucas; Bühnenbildner war Pierre Kefer; die Garderobe wurde von dem Kostümbildner Fernand Oclise entworfen. Luis Buñuel assistierte bei der Regie und schrieb am Drehbuch mit. Er zerstritt sich mit dem Regisseur Epstein, als dieser erklärte, von der Vorlage Poes erheblich abweichen zu wollen, und verließ die Produktion. Andere Stimmen erklären, er habe an der Besetzung der weiblichen Hauptrolle mit Gances Frau Anstoß genommen.
Die Erstaufführung in Frankreich fand am 5. Oktober 1928 statt. Der Film lief europaweit in Italien, Portugal, Ungarn, Polen und Finnland, in Übersee auch in Amerika, Brasilien und Argentinien; in Japan hatte er am 4. Juli 1929 Premiere.
In Deutschland wurde der Film erstmals am 25. November 1967 im Fernsehen des NDR Hamburg mit musikalischer Begleitung durch den Organisten Gerhard Gregor an der Welte-Funkorgel gezeigt. Angeregt hatte die Sendung der damalige Leiter der Redaktion Film und Theater, Hans Brecht; sie wurde auch vom 3. Programm des WDR übernommen. Am 8. Oktober 1972 lief er im Bayerischen Bildungsfernsehen, dem heutigen BR 3.
Im Jahr 2000 wurde La Chute de la Maison Usher als einer von jährlich 25 Filmen ins National Film Registry aufgenommen.

## Rezeption
Nach Epsteins Version, welche im Laufe der Filmgeschichte als die früheste gilt, war Poes Kurzgeschichte noch mehrfach Vorlage für Verfilmungen gewesen.
Im gleichen Jahr wie Epstein (1928) drehten die beiden Harvard-Absolventen James Sibley Watson und Melville Webber in USA einen experimentellen Avantgarde-Kurzfilm The Fall of the House of Usher; Herbert Stern spielte darin den Roderick Usher, Hildegarde Watson die Madeline Usher, Melville Webber den Reisenden. Der Film kommt ganz ohne Zwischentitel aus und erzählt die Geschichte in einer symbolistischen Bildsprache.
Der größte Unterschied zwischen Buch und Verfilmung liegt darin, dass Epstein aus den in der Vorlage als Zwillingspaar angelegten Protagonisten in seinem Film ein Ehepaar macht. Damit nimmt er das in der Kurzgeschichte relevante Thema des Inzests heraus, welches bei Poe nicht nur die Beziehung der Geschwister prägt, sondern auch als Erklärung für die Degeneration des Hauses Usher dient.
Epsteins Film ist eine Art Prolog vorangestellt, den es in der Vorlage nicht gibt. Er schildert den beschwerlichen Weg Allans zum Haus Usher.
Das Motiv der Verknüpfung von Porträt und Lebenskraft des/der Porträtierten erinnert an Oscar Wildes Bildnis des Dorian Grey (Roman, 1899), welches ebenfalls mehrfach Gegenstand von Verfilmungen war.

### Stimmen der Kritik
“Mit Jean Epstein und Luis Buñuel arbeiteten zwei der größten Avantgardisten an der ersten Verfilmung von Edgar Allen Poes klassischer Erzählung. Kongenial wird Poes auf Effekt abzielender Sprachduktus in die Mittel des Films übertragen: Zeitlupen, Überblendungen, surreale Bildkompositionen tragen zur irrational wirkenden Ästhetik des Werkes bei – ohne ganz auf eine erzählerische Kohärenz zu verzichten.” (Filmmuseum Potsdam).
“Es geht dem Film … darum, mit seinen Kompositionen gruselige Raumstimmungen zu schaffen, seltsame Beziehungen zwischen Menschen zu enthüllen und das Gefühl zu vermitteln, eine unheimliche, nicht sichtbare aber immer anwesende Kraft schwebe über der ganzen Szenerie.” (Peter Ellenbruch, interzone perceptible (2. Juni 2004))
“Die unwirkliche Atmosphäre, die das Anwesen der Usher umhüllt, hat Kameramann Georges Lucas in stimmigen Horrorbildern eingefangen: Immer wieder hohe, blätterlose Bäume, ein kühler See, graue Wolken und Nebelschwaden, Sumpf. Diese düstere Stimmung setzt sich fort in dem beeindruckenden hohen, großen Saal, indem sich der Hauptteil der Handlung abspielt. Die Protagonisten wirken in den Totalen sehr klein und irgendwie ‘ungeschützt’, und die Bücher, die aus den Regalen stürzen, sowie das Hereinwehen des Laubs sind Zeichen von Verfall.” (André Stratmann, 31. Januar 2006).
“Jean Debucourt spielt Roderick als einen zwar nervösen, aber tief in sich ruhenden Soziopathen, dessen Welt ins Wanken gerät, als Madeleine stirbt. Danach wartet er, ungeduldig und leidend. Als Madeleine schließlich aus ihrer Gruft „aufersteht“, leuchten seine Augen, und während der in seinem Wahn bestätigte Hausbesitzer der in ein Brautkleid gehüllten Schönen entgegen wankt, flieht der entsetzte Gast Allan. Ob auch der Betrachter des Filmes flieht, liegt sehr an seiner Bereitschaft, sich mit dem schwergängigen Werk auseinanderzusetzen. ” (cjamango, 26. Juli 2010)

### Wiederaufführungen
Der Film wurde 1989 während des Europa Jazz Festival du Mans aufgeführt, begleitet von der Jazzformation Un drame musical instantané (Jean-Jacques Birgé, Bernard Vitet, Francis Gorgé)
„Der Untergang des Hauses Usher“ wurde am Samstag, den 27. Januar 2007 bei den 11. StummFilmMusikTagen in Erlangen aufgeführt; die musikalische Illustration kam von der avantgardistischen Elektronik-Gruppe Interzone perceptible aus Essen.
Am 9. Februar 2008 lief der Film beim International Film Festival Berlin, wo er in restaurierter Fassung präsentiert und von den niederländischen Musikern Maud Nelissen, Merima Kljuco und Frido ter Beek begleitet wurde.
Im November 2009 wurde aus Anlass von E. A. Poes 200. Geburtstag im Rahmen der „Potsdamer Winteroper“ im Schlosstheater Neues Palais die Oper The Fall of the House of Usher des minimalistischen Komponisten Philip Glass präsentiert. Eine einmalige Stummfilmvorführung -im Filmmuseum, die Helmut Schulte an der historischen Welte-Kinoorgel begleitete, stimmte auf das Opernereignis ein.
Bei den 9. Karlsruher Stummfilmtagen wurde Epsteins Der Untergang des Hauses Usher, „dessen Natur- und Wasseraufnahmen legendär sind und noch immer Beklemmung hervorrufen“ (Programmankündigung), am 11. März 2011 mit Musik des Karlsruher Improvisationsensembles gezeigt.
Der Kultursender Arte strahlte Der Untergang des Hauses Usher / La Chute de la Maison Usher am Montag, den 28. April 2014 um 23.40 Uhr im deutschen Fernsehen in einer 1997 von der Cinémathèque Royale de Belgique in Zusammenarbeit mit der Cineteca di Bologna restaurierten Fassung aus. Gabriel Thibaudeau hatte dazu 2013 eigens eine neue Musik komponiert. Interpretiert wurde sie von Jean-Louis Sajot und den Musikern von « L’Octuor de France ».